# Termesso
Termesso (in greco antico: Θερμεσσός?) era una città piside costruita ad un'altitudine di oltre 1000 metri, sul versante sud-occidentale del monte Solimo (attuale Güllük Dağı) nei monti Tauro, nell'attuale provincia turca di Adalia. Si trova 30 chilometri a nord-ovest del capoluogo Adalia. Fu fondata su una piattaforma naturale in cima al Güllük Dağı, situata ad un'altitudine di 1665 metri.
Termessos contiene un'insolita abbondanza di specie animali e vegetali rare, protette all'interno del parco nazionale di Termesso. Nascosto da una moltitudine di piante e circondato da dense foreste di pini, il sito, suo aspetto immacolato ed intonso, ha un'atmosfera più emozionante di altre città antiche delle vicinanze. A causa della sua ricchezza storica, la città è stata inclusa nell'omonimo parco nazionale.

## Storia
Il mitico fondatore della città è Bellerofonte.
Quello che si sa della sua storia inizia al tempo di Alessandro Magno, che circondò la città nel 333 a.C., e la paragonò ad un nido d'aquila che non riuscì a conquistare. Arriano, uno degli antichi storici che parlarono di questo evento e descrissero l'importanza strategica di Termesso, fa notare che anche pochi uomini erano in grado di difenderla, grazie alle insormontabili barriere naturali che la circondavano. La posizione della città sul passo di montagna che collega la zona frigia alle pianure di Panfilia è descritta da Arriano. Alessandro voleva andare in Frigia da Panfilia, e secondo il tragitto descritto da Arriano passò da Termessos. Esistono passi molto più bassi e comodi, per cui è discusso il motivo per il quale Alessandro abbia scelto di salire il ripido passo Yenice. Si dice anche che i suoi ospiti di Perge inviarono Alessandro lungo una strada volutamente sbagliata. Alessandro perse molto tempo tentando di forzare il passo che era stato chiuso dai Termessiani per cui, arrabbiato, decise di assediare Termesso. Probabilmente a causa del fatto che sapeva di non poterla conquistare, Alessandro non attaccò, preferendo invece marciare verso nord e sfogando la sua furia su Sagalassos.
Secondo Strabone, gli abitanti di Termesso si autodefinivano Solymoi, ed erano un popolo piside. Il loro nome, come quello dato alla montagna su cui abitavano, derivava da Solimeo, un dio anatolico che fu in seguito identificato con Zeus, dando vita al culto di Zeus Solimeo (Solim in turco). Questo nome esiste tuttora come cognome in alcuni popoli della regione di Adalia, che mantengono così il proprio retaggio. Le monete di Termesso spesso raffigurano questo dio e ne indicano il nome.
Lo storico Diodoro descrive dettagliatamente un altro indimenticabile incidente nella storia di Termesso. Nel 319 a.C., dopo la morte di Alessandro, uno dei suoi generali, Antigono Monoftalmo, si autoproclamò signore dell'Asia minore, e dichiarò guerra al rivale Alcetas, la cui base era Pisidia. Le sue forze erano formate da 40000 fanti, 7000 unità di cavalleria e numerosi elefanti. Non riuscendo a sconfiggere questa forza superiore, Alcetas ed i suoi amici si rifugiarono a Termessos. I Termessiani gli promisero di proteggerli. In quel periodo, Antigono pose il proprio campo all'esterno della città, chiedendo la consegna del nemico. Non volendo rischiare il saccheggio della città a causa di uno straniero macedone, gli anziani della città decisero di consegnare Alcetas, ma i giovani di Termesso vollero mantenere la parola data e si rifiutarono di obbedire. Gli anziani mandarono ad Antigono un emissario per informarlo del loro desiderio di consegnare Alcetas. Decisi a proseguire segretamente la battaglia, i giovani di Termesso riuscirono a lasciare la città. Sapendo dell'imminente cattura, e preferendo la morte alla prigionia, Alcetas si suicidò. I vecchi consegnarono il corpo ad Antigono. Dopo aver abusato del corpo per tre giorni, Antigono ripartì per Pisidia lasciando il corpo non sepolto. I giovani, arrabbiati per quello che era successo, recuperarono il corpo di Alcetas, lo seppellirono con tutti gli onori, ed eressero un grande monumento in sua memoria.
Termesso non era ovviamente una città portuale, ma le sue terre si estendevano a sud-est fino al golfo di Attaleia (Adalia). Grazie alla presenza di questo collegamento, la città fu conquistata dai Tolomei.
Un'iscrizione trovata nella città Licia di Araxa contiene importanti informazioni su Termesso. Secondo l'iscrizione, nel II secolo a.C. Termesso fu in guerra per motivi sconosciuti con la lega di città licie, e di nuovo nel 189 a.C. combatté i vicini Pisidi di Isinda. Nello stesso periodo si trova la colonia di Termesso Minore fondata nei pressi della città nel II secolo a.C., e Termesso iniziò relazioni pacifiche con Attalo II, re di Pergamo, il più adatto a combattere il suo vecchio nemico Serge. Attalo II commemorò quest'amicizia costruendo una stoà a due piani a Termesso.
Termessos fu alleata di Roma, e nel 71 a.C. gli fu concesso lo status di "indipendente" dal senato romano, secondo cui venivano garantiti la sua libertà ed i suoi diritti. Questa indipendenza fu mantenuta per lungo tempo, con l'unica eccezione di un'alleanza con Aminta re di Galazia (re tra il 36 ed il 25 a.C.). Questa indipendenza è documentata anche dalle monete di Termessos, che portano il titolo di "Autonoma".
La fine di Termesso concise con la distruzione del suo acquedotto a causa di un terremoto, che tolse il rifornimento d'acqua alla città. Non si conosce con esattezza l'anno in cui fu abbandonata.

## Il sito attuale

### Arrivo

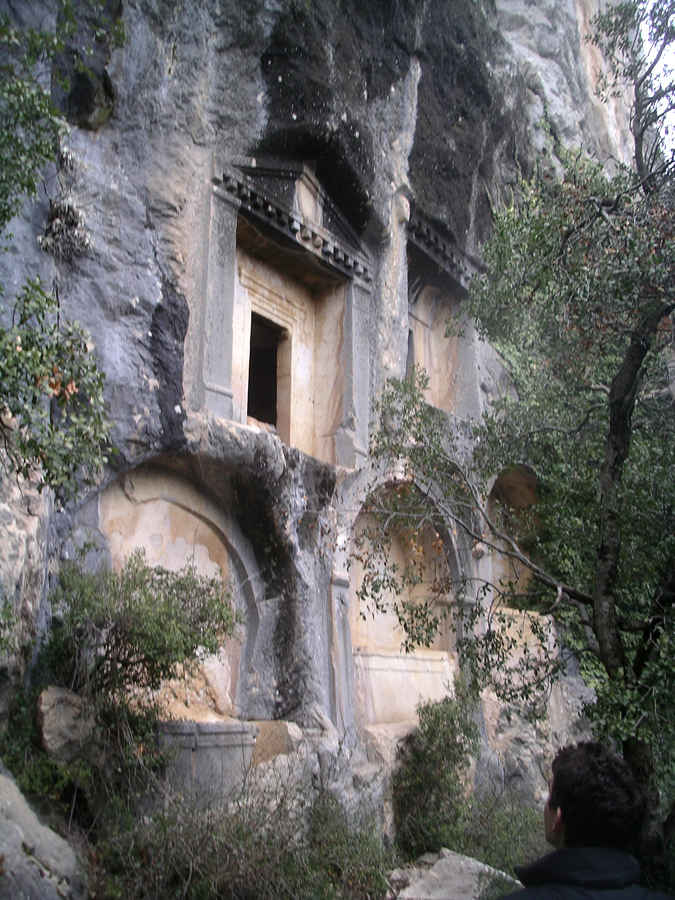
Tombe scavate nella roccia lungo la strada principale di Termesso

Partendo dalla via principale, una strada a gradini porta in città. Da questa strada si può ammirare il famoso passo Yenice, nel quale scorre l'antica via che i Termessiani chiamavano "Via del re", oltre che le mura fortificate del periodo ellenista, cisterne e molti altri resti. La via del re, costruita nel II secolo dagli abitanti di Termessos, attraversa le mura cittadine e si dirige direttamente verso il centro. Sulle mura ad est della porta cittadina si trovano interessanti iscrizioni con augurii tramite dadi. Durante il periodo romano fu fiorente il culto di magia, superstizioni e stregonerie. I Termessiani erano probabilmente molto interessati alla predizione della fortuna. Le iscrizioni di questo tipo sono lunghe solitamente 4/5 righe, e comprendono numeri che devono essere fatti tramite i dadi, il nome del dio richiesto, e la natura della predizione che si vuole ottenere.

### La piazza principale
Il posto in cui si trovavano i principali edifici si trova su un pianoro poco all'interno delle mura interne. La più interessante di queste strutture è l'agorà, che contiene speciali caratteristiche architettoniche. Il piano terra di questo mercato all'aria aperta è sopraelevato grazie a blocchi di pietra, ed all'estremità nord-occidentale si trovano cinque grandi cisterne scavate nella roccia. L'agorà è circondata su tre lati dalle stoà. Secondo l'iscrizoine trovata sulla stoà a due piani a nord-ovest, fu donata a Termessos da Attalo II, re di Pergamo (che regnò dal 150 al 138 a.C.) come prova di amicizia. Lo stoà nord-orientale fu costruito da un ricco Termessiano di nome Osbaras, probabilmente in imitazoine di quella di Attalo. Le rovine situate a nord-est dell'agorà devono appartenere al gymnasium, ma è difficile riconoscerle tra tutti gli alberi. L'edificio a due piani contiene un cortile interno circondato da stanze con soffitti a volta. L'esterno è decorato con nicchie ed altri ornamenti dorici. Questa struttura risale al I secolo.

### Teatro

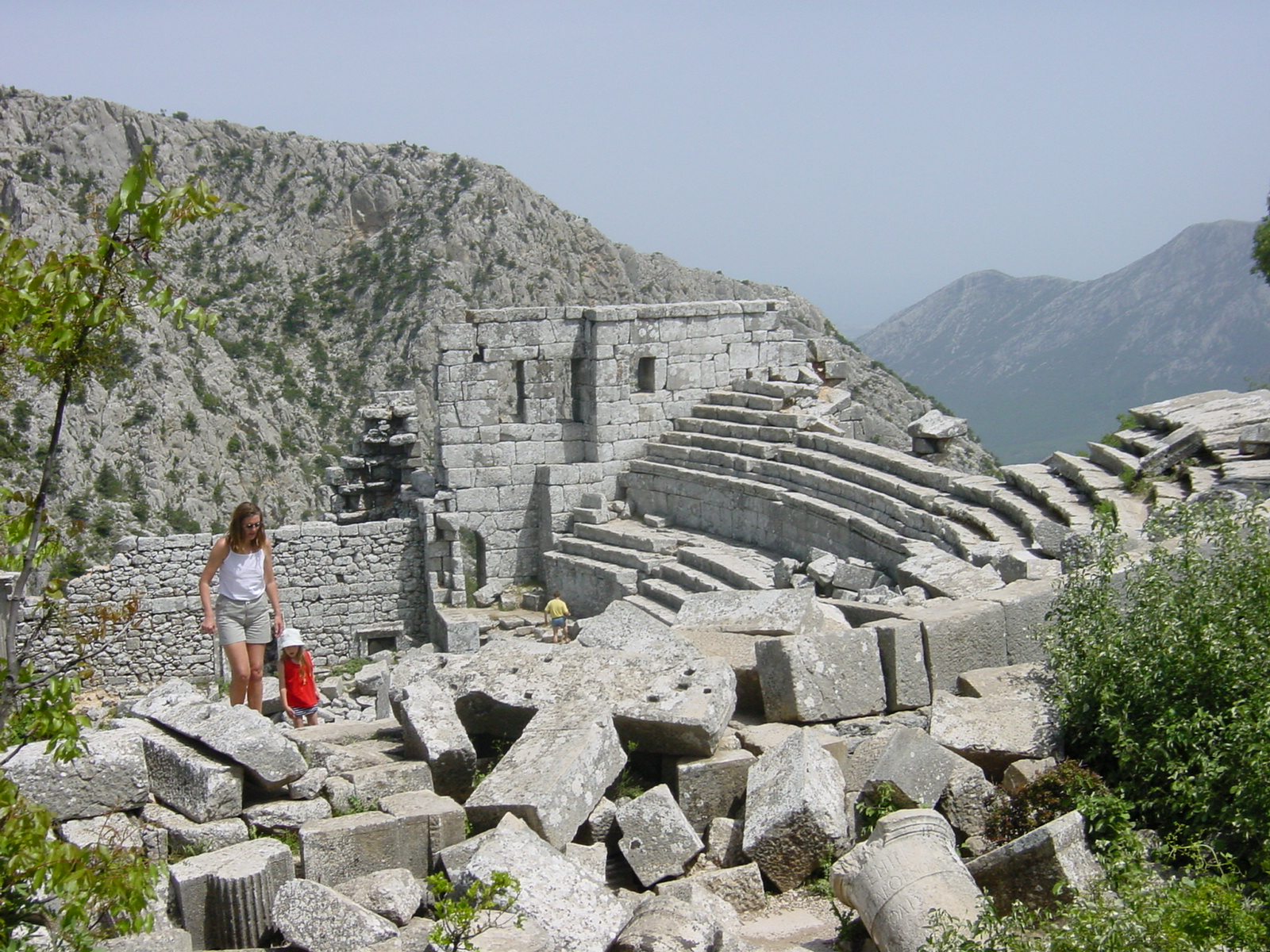
Teatro di Termesso

Subito ad est dell'agorà si trova il teatro. Con la sua visuale sulla pianura pnafiliana, non c'è dubbio che questo edificio fosse il più esteticamente attraente della pianura di Termesso. Mostra le caratteristiche di un teatro romano, ma mantiene il progetto del periodo ellenista. La cavea ellenista, o area semicircolare per gli spettatori, è divisa in due da un diazoma. Sopra al diazoma sorgono otto file di sedili, e sotto ve ne sono sedici, per una capacità totale di circa 4000/5000 spettatori. Una grande entrata ad archi collega la cavea con l'agorà. La spalletta meridionale fu coperta in tempi romani, mentre la settentrionale è fu lasciata aperta come era in origine. Dietro si trova solo una sala lunga e stretta, connessa al palco su cui si svolgevano le esibizioni tramite cinque porte cui erano affissi ricchi ornamenti di facciata o i fondali delle scene. Sotto al palco si trovavano cinque piccole sale in cui erano tenuti gli animali selvatici prima di portarli in superficie per il combattimento.
Come in altre città classiche, un odeon si trovava a circa 100 metri dal teatro. Questo edificio, che somigliava a un piccolo teatro, risale al I secolo a.C. È ben conservato in tutte le sue parti, e mostra la grande qualità dell'edilizia con pietre tagliate. Il piano superiore è decorato in stile dorico, percorso da una fila di blocchi di pietra quadrati, mentre il piano inferiore non è decorato, e contiene due porte. Sicuramente l'edificio era in origine coperto, dato che riceveva la luce dalle undici grandi finestre poste sui lati orientale ed occidentale. Il modo esatto in cui questo soffitto, lungo 25 metri, fosse chiuso, non è ancora stato compreso. Dato che l'interno è attualmente pieno di terra, non è possibile determinare la sistemazione dei posti o la capacità totale, che comunque non doveva superare le 600-700 persone. Dalle macerie sono stati estratti pezzi di marmo colorato, per cui si immagina che le pareti fossero coperte da mosaici colorati. È anche possibile che questo elegante edificio fosse un bouleuterion o una camera di consiglio.

### Templi
Sei templi di varie dimensioni e tipo sono stati trovati a Termesso. Quattro di loro si trovano nei pressi dell'odeon o nella zona che doveva essere stata sacra. Il primo è posizionato esattamente dietro all'odeon, ed è costruito con uno splendido stile edilizio. È stato ipotizzato che questo tempio fosse dedicato dal dio protettore della città, Zeus Solimeo. Purtroppo è rimasto solo un muro alto cinque metri.
Il secondo tempio si trova vicino all'angolo sud-occidentale dell'odeon. Aveva una sala di 5,50 per 5,50 metri ed è di tipo prostilo. Secondo un'iscrizione rinvenuta sull'entrata tuttora intatta, questo tempio era dedicato ad Artemide, ed assieme alla statua fu pagato da una donna di nome Aurelia Armasta e dal marito. Sull'altro lato dell'entrata, la statua dello zio di questa donna si trova su una base su cui si trova una scritta. Il tempio può essere datato, grazie all'impronta stilistia, alla fine del II secolo.
Ad est del tempio di Artemide si trovano i resti di un tempio dorico. È di tipo peripterale, con sei o undici colonne per ogni lato. A giudicare dalla sua dimensione, deve essere stato il più grande di Termessos. Dai reperti e dalle iscrizioni, si capisce che anche lui era dedicato ad Artemide.
Ulteriormente ad est si trovano le rovine di un altro piccolo tempio, che si trova su una terrazza scavata nella roccia. Il tempio si trova su una grande base, ma non si sa a chi fosse dedicato. Contrariamente alle regole architettoniche classiche per i templi, l'entrata si trova a destra, ad indicare che potrebbe essere stato dedicato ad un semidio o ad un eroe. Può essere datato all'inizio del III secolo.
Riguardo agli altri due templi, si trovano nei pressi della stoà di Attalo e sono di ordine corinzio, e di tipo prostilo. Sono anch'essi dedicati a divinità sconosciute, e risalgono al III secolo.

### Altre parti della città
Di tutti gli edifici civili e religiosi presenti nella parte centrale, uno dei più interessanti somiglia ad una casa del periodo romano. Un'iscrizione è posizionata sopra la porta dorica, lungo il muro occidentale alto sei metri. In questa iscrizione il proprietario della casa viene definito fondatore della città. Senza dubbio non si trattava veramente del fondatore di Termesso. Può darsi che si tratti di un regalo fatto al proprietario per servigi straordinari resi alla comunità. Questo tipo di case apparteneva solitamente a nobili e plutocrati. L'entrata principale porta in una sala e, tramite una seconda porta, ad un cortile centrale o atrium. Un impluvium, o piscina, era destinata alla raccolta di acqua piovana in mezzo al cortile. L'atrium era un luogo importante per le attività quotidiane, ed era utilizzato anche come salotto in cui ricevere gli ospiti. Era riccamente decorato. LE altre stanze erano disposte attorno all'atrium.
Una strada larga e fiancheggiata da portici correva lungo la direttrice nord-sud della città. Lo spazio tra le colonne era spesso riempito di statue raffiguranti atleti di successo, soprattutto di lottatori. La iscrizioni presenti sui piedistalli di queste statue sono tuttora esistenti, e leggendole siamo in grado di ricostruire l'antico splendore di questa via.

### Cimiteri
A sud, ovest e nord della città, soprattutto all'interno delle mura, si trovano grandi cimiteri di tombe scavate nella roccia, che si crede abbiamo ospitato anche lo stesso Alcetas. Sfortunatamente la sua tomba è stata saccheggiata dai tombaroli. Nella stessa tomba una sorta di griglia di lavoro è stata scolpita tra le colonne dietro il klinai. Alla sua sommità si trovava probabilmente un fregio decorativo. La parte sinistra della tomba è decorata con l'immagine equestre di un guerriero del IV secolo a.C. Si sa che la gioventù di Termesso, colpita dalla morte del generale Alcetas, gli costruì una magnifica tomba, e lo storico Diodoro riporta che Alcetas combatté Antigono mentre si trovava a cavallo. Queste coincidenze fanno ipotizzare che si tratti proprio della tomba di Alcetas, e che sia lui la persona raffigurata.
I sarcofagi rimasero nascosti per secoli tra il groviglio di alberi a sud-ovest della città. I cadaveri era posti nei sarcofagi con i propri vestiti, la gioielleria ed altri ricchi oggetti. I corpi dei poveri venivano sepolti in semplici pietre, argilla o legno. Questi sarcofagi, databili tra il II ed il III secolo, si trovano solitamente su piedistalli. Nelle tombe di famiglie ricche, d'altra parte, i sarcofagi erano posti in strutture riccamente decorate modellate per assumere la forma del morto, e ne veniva riportata la genealogia, o i nomi di coloro che avevano il permesso di essere sepolto con lui. In questo modo il diritto d'uso della tomba era ufficialmente garantito. Inoltre, si trovavano iscrizioni che annunciavano vendette divine contro chi avrebbe profanato la tomba e rubato gli oggetti.
Termessos, dopo un graduale declino, fu infine abbandonata nel V secolo. Tra i resti rimasti si trovano le mura, l'arco trionfale di Adriano, le cisterne, il teatro, il gymnasium, l'agorà, l'odeon e l'heroon. Tra le tombe sparse per tutta la città si trovano quelle di Alcates, di Agatemero, ed il sarcofago decorato a forma di leone.
Termesso non è ancora stata sottoposta a scavi archeologici.